# DirectCompute
Microsoft DirectCompute是一个应用程序接口（API），允许微软的Windows Vista、Windows 7或更新版平台上运行的程序利用图形处理器（GPU）进行通用计算，DirectCompute是Microsoft DirectX的一部分。虽然DirectCompute最初在DirectX 11 API中得以实现，但支持DX10的GPU可以利用此API的一个子集进行通用计算，支持DX11的GPU则可以使用完整的DirectCompute功能。

## 版本
显卡对DirectX的支持程度影响可用的DirectCompute版本：
- DirectX 10 -- DirectCompute 4.0
- DirectX 10.1 -- DirectCompute 4.1
- DirectX 11 -- DirectCompute 5.0